# Darány
Darány är ett samhälle i provinsen Somogy i Ungern. Darány ligger i distriktet Barcs och har en area på 28,10 km². År 2019 hade Darány totalt 869 invånare.